# Угао
Угао је део равни оивичен са две полуправе које имају заједнички почетак. Угао затварају две полуправе a и b (зраци) које исходе из једне тачке T. Полуправе које затварају угао називају се крацима угла, а тачка из које исходе је његово теме. Када краци угла чине једну праву, угао се назива испруженим или равним. Углови формирани од два зрака који леже у равни, али та раван не мора да буде Еуклидска раван. Углови се исто тако формирају укрштањем две равни у Еуклидовом и другим просторима. Они се називају диедарским угловима. Углови који се формирају пресецањем две криве у равни су дефинисани као углови одређени тангентним зрацима у тачки пресека. Сличне изјаве важе у простору, на пример, сферни угао формиран помоћу две велике кружнице на сфери је диедарски угао између равни одређених великим кружницама.
Угао се исто тако користи за означавање мере угла или ротације. Ова мера је однос дужине кружног лука и његовог радијуса. У случају геометријског угла, лук се центриран у тачки и ограничен на странама. У случају ротације, лук се центриран у средишту ротације и ограничен било којом тачком и њеним ротационим пресликавањем.
Еуклид дефинише равански угао као међусобни нагиб две линије у равни које се сусрећу, тј. не леже паралелно једна другој. Према Проклу угао мора бити било квалитет или количина, или однос. Први концепт је користио Еудем, који је посматрао угао као одступање од праве линије; други је користио Карп из Антиохија, који је сматрао угао интервалом или простором између линија које се пресецају; док је Еуклид прихватио трећи концепт, мада су његове дефиниције правог, оштрих и тупих углова свакако квантитативне.

## Типови углова

### Врсте углова
Оштар угао је мањи од правог угла (има мање од 90 степени)
Прав угао је једнак (конгруентан) свом суплементном углу. Прав угао износи 90° (степени), тј. {\displaystyle {\frac {\pi }{2}}} (радијана). Праве носиоци кракова правог угла називају се нормалне праве.
Туп угао већи од правог угла и мањи од опруженог угла.(има више од 90 степени и мање од 180 степени)
Опружен угао је угао чији краци образују праву. (има 180° (степени), тј. {\displaystyle \pi \,} (радијана)).
Конвексан угао је име којим се означавају оштар, прав, туп и испружен угао, мада у суштини је и пун и нул угао конвексан.
Конкаван угао већи од испруженог и мањи од пуног угла.
Као гранични случај уводе се и
Пун угао код којег се краци поклапају и унутрашња област са крацима покрива целу раван, има 360° (степени), тј. {\displaystyle 2\pi \,} (радијана).
и
Нула угао код којег се краци поклапају и унутрашња област је празан скуп. Нул угао је величине 0° (степени), тј. 0 (радијана).
Имена, интервали и мерне јединице су приказане у следећој табели:
| Име      | оштар     | прав угао | туп         | опружени | рефлекс     | перигон  |          |          |          |          |
| Units    | Интервал  | Интервал  | Интервал    | Интервал | Интервал    | Интервал | Интервал | Интервал | Интервал | Интервал |
| Обрта    | (0, 1/4)  | 1/4       | (1/4, 1/2)  | 1/2      | (1/2, 1)    | 1        |          |          |          |          |
| Радијана | (0, 1/2π) | 1/2π      | (1/2π, π)   | π        | (π, 2π)     | 2π       |          |          |          |          |
| Степени  | (0, 90)°  | 90°       | (90, 180)°  | 180°     | (180, 360)° | 360°     |          |          |          |          |
| Гради    | (0, 100)g | 100g      | (100, 200)g | 200g     | (200, 400)g | 400g     |          |          |          |          |

### Врсте парова углова
Суседна су два угла која имају заједнички крак, и један има унутрашњу област са једне а други са друге стране заједничког крака.
Напоредна или упоредна су два суседна угла која се допуњавају до испруженог.
Суплементна су два угла (не морају бити суседна) која се допуњавају до испруженог.
Комплементни углови су они који се допуњавају до правог угла.
Углови са паралелним крацима су два угла чији краци леже на паралелним правама. Углови са паралелним крацима су једнаки, ако су оба оштра или оба тупа или оба права угла, иначе се допуњавају до испруженог. Углови са паралелним крацима могу бити:
 Сагласни углови (Паралелни краци имају исто усмерење. Ови углови су једнаки.)
 Наизменични углови (Паралелни краци имају супротно усмерење. Ови углови су једнаки.)
 Унакрсни углови су специјалан случај наизменичних углова, када им се врхови поклапају
 Супротни углови (Један пар паралелних кракова има исто усмерење, а други пар имају супротно усмерење. Ови углови су суплементни.)
Углови са нормалним крацима су два угла чији краци леже на нормалним правама. Ови углови или су једнаки или су суплементни.
У Еуклидској геометрији, комплементни су оштри углови правоуглог троугла.
Углови који настају пресеком две праве у истој равни трећом називају се:
- Сагласни: 1 и 5, 2 и 6, 3 и 7, 4 и 8;
- Наизменични:1 и 7, 2 и 8, 3 и 5, 4 и 6;
- Супротни: 1 и 8, 2 и 7, 3 и 6, 4 и 5;
- Напоредни: 1 и 2, 2 и 3, 3 и 4, 4 и 1.

### Особине углова
Углови са паралелним крацима: Нека су {\displaystyle \alpha } и {\displaystyle \beta } два конвексна угла неке равни са паралелним крацима.
Тада:
1. Ако су оба угла оштра, или оба тупа, они су међусобно једнаки;
2. Ако је један угао оштар, а други туп, они су суплементни (тј. збир углова у троуглу је 180°)

Углови са нормалним крацима: Нека су {\displaystyle pOq} и {\displaystyle p'Oq'} два конвексна угла неке равни са крацима таквим да је {\displaystyle p\perp p'} и {\displaystyle q\perp q'}.
Тада:
1. Ако су оба угла оштра, или оба тупа, они су међусобно једнаки;
2. Ако је један угао оштар, а други туп, они су суплементни

### Еквивалентни парови углова
- За углове који имају исту меру (тј. једнаку магнитуду) се каже да су једнаки или конгруентни (подударни). Угао се дефинише својом мером и не зависио ог дужине страна угла (нпр. сви прави углови су једнаке величине).
- Два угла која деле терминалне стране, али се разликују по величини за целобројни умножак заокрета се зову котерминални углови.
- Референтни угао је оштра верзија било ког угла одређеног поновљеним одузимањем или додавањем равног угла (1/2 заокрета, 180°, или π радијана), до резултата по потреби, све док величина резултата није оштар угао, вредност између 0 и 1/4 заокрета, 90°, или π/2 радијана. На пример, угао од 30 степени има референтни угао од 30 степени, и угао од 150 степени исто тако има референтни угао од 30 степени (180–150). Угао од 750 степени има референтни угао од 30 степени (750–720).[11]

### Вертикални и суседни парови углова
Кад се две праве линије пресецају у тачки, формирају се четири угла. Парови ових углова се именују према њиховој локацији релативно једни према другима.
- Пар углова који су насупрот један другог, које формирају две пресецајуће праве линије се називају вертикални углови или супротни углови или вертикално супротни углови. Они се скраћено обележавају са верт. суп. ∠s.[12]

Једнакост вертикално супротних углова се назива теоремом вертикалних углова. Евдем од Родоса је приписао доказ Талесу из Милета. Предлогом је показано да пошто су оба вертикална угла суплементарна са оба суседна угла, вертикални углови су једнаке величине. Према једној историјској напомени, кад је Талес посетио Египат, он је уочио да кад год би Египћани нацртали пресецајуће линије, они би измерили вертикалне углове како би били сигурни да су једнаки. Талес је извео закључак да се може доказати да су сви вертикални углови једнаки, ако се прихвате неки општи појмови као што су: сви испружени углови су једнаки, једнаки додати једнаким су једнаки, и једнаки одузети од једнаких је једнаки.
На слици, може се узети да је мера угла A = x. Кад два суседна угла формирају праву линију, они су суплементарни. Стога је мера угла  = 180 − x. Слично томе, мера угла  = 180 − x. Оба угла C и D имају мере које су једнаке 180 − x и они су конгруентни. Пошто је угао B суплементаран угловима C и D, било који од тих углова се може користити за одређивање угла B. Користећи било меру угла C или угла D налази се да је мера угла  = 180 − (180 − x) = 180 − 180 + x = x. Стога, оба угла, A и B имају меру која је једнака са x и једнаке су мере.
- Суседни углови, који се често означавају са сус. ∠s, су углови који имају заједничко теме и једну страну, али не деле било коју унутрашњу тачку. Другим речима, они су углови који су један поред другог, или суседни тако да деле једну „руку”. Суседни углови чија је сума прав угао, права линија или пун угао су специјални и респективно се називају: комплементарни, суплементарни и експлементарни углови (погледајте секцију „Комбиновање парова углова” испод).

Трансверзала је линија која пресеца пар (обично паралелних) линија и асоцирана је са наизменичним унутрашњим угловима, кореспондирајућим угловима, унутрашњим угловима, и спољашњим угловима.

### Комбиновање парова углова
Постоје три специјална пара углова у смислу сумирања углова:
- Комплементарни углови су парови углова чија сума је прав угао (1/4 заокрета, 90°, или π/2 радијана). Ако су два комплементарна угла суседна њихове стране које нису заједничке формирају прав угао. У Еуклидској геометрији, два оштра угла у правоуглом троуглу су комплементарна, јер је сума унутрашњих углова троугла 180 степени, а сам прав угао има деведесет степени.

Придев комплементаран потиче из латинске речи complementum, која је повезана са придевом complere, „попунити”. Један оштар угао се „попуњава” својим комплементом и формира прав угао.
Разлика измећу угла и правог угла се назива комплементом угла.
Ако су углови A и B комплементарни, следећа релација важи:
{\displaystyle {\begin{aligned}&\sin ^{2}A+\sin ^{2}B=1&&\cos ^{2}A+\cos ^{2}B=1\\[3pt]&\tan A=\cot B&&\sec A=\csc B\end{aligned}}}
(Тангенс угла једнак је котангенсу његовог комплемента и његов секант једнак је косеканту његовог комплемента.)
Префикс "ко-" у именима дела тригонометријских односа се односи на реч „комплементарност”.
- Два угла чији збир је испружен угао (1/2 заокрета, 180°, или π радијана) се називају суплементарним угловима.

Ако су два суплементарна угла суседна (тј. имају заједничко теме и деле једну страну), њихове стране које нису заједничке формирају праву линију. Такви углови се називају линеарним паром углова. Међутим, суплементарни углови не морају да буду истој линији, и могу да буду раздвојени у простору. На пример, суседни углови паралелограма су суплементарни, и супротни углови тетивног четвороугла (таквог да сва његова темена леже на једној кружници) су суплементарни.
Ако је тачка P изван кружнице са центром O, и ако тангентне линије од P додирују кружницу у тачкама T и Q, онда су ∠TPQ и ∠TOQ суплементарни углови.
Синуси суплементарних углова су једнаки. Њихови косинуси и тангенте (осим ако су недефинисани) имају једнаке магнитуде али су супротног знака.
У Еуклидској геометрији, свака сума два угла у троуглу је суплементарна трећем углу, јер је сума унутрашњих углова троугла испружени угао.
- Два угла чија је сума комплетан угао (1 обртај, 360°, или 2π радијана) се називају експлементарним угловима или конјугованим угловима.
Разлика између угла и комплетног угла се назива експлементом угла или конјугатом угла.

### Углови полигона
- Угао који је део једноставног полигона се назива унутрашњим углом ако лежи на унутрашњости једноставног полигона. Једноставни конкавни полигон[18][19][20] има бар један унутрашњи угао који је рефлексни угао.
У Еуклидовој геометрији, збир унутрашњих углова троугла је π радијана, 180°, или 1/2 заокрета; збир унутрашњих углова једноставног конвексног четвороугла је 2π радијана, 360°, или 1 заокрет. Генерално, збир унутрашњих углова једноставног конвексног многоугла са n страна једнак је (n − 2)π радијана, или 180(n − 2) степени, (2n − 4) правих углова, или (n/2 − 1) заокрета.
- Допуна унутрашњег угла се назива спољашњим углом, другим речима, унутрашњи и спољашњи угао формирају линеарни пар углова. Постоје два спољашња угла у сваком темену многоугла, сваки од којих је одређен продужавањем једне од две стране многоугла које се састају у темену; та два угла су вертикални углови и стога су једнаки. Спољашњи угао мери количину ротације коју би требало направити у темену да се оно поравна.[21] Ако је кореспондирајући унутрашњи угао рефлексни, спољашњи угао се треба сматрати негативним. Чак и у многоуглу који није једноставан може да буде могуће да се дефинише спољашњи угао, али се мора одабрати оријентација равни (или површине) да би се одредио знак мере спољашњег угла.[22][23]
У Еуклидовој геометрији, сума спољашњих углова једноставног конвексног многоугла је један пун заокрет (360°). Спољашњи угао се овде може звати допуњавајућим спољашњим углом. Спољашњи углови се често користе у Лого графици корњаче приликом цртања регуларних полигона.
- У троуглу, симетрале два спољашња угла и симетрала наспрамног унутрашњег угла су сагласни (састају се у једној тачки).[24]‍:p. 149
- Неки аутори користе назив спољашњи угао једноставног многоугла да једноставно значи експлементни (допуна до 360°) спољашњи угао, (не суплемент!) унутрашњег угла.[25] То није у складу са горњом употребом.

## Мерење угла
Мера угла је величина отклона између кракова угла. Ради мерења угла се користи круг чији је центар у темену угла. С обзиром да је обим круга сразмеран полупречнику то је и мера угла независна од величине полупречника. Последица чињенице да је величина угла однос две дужине је да је јединица величине угла бездимензиона.
- Број који се добије као количник дужине лука кружнице и полупречника се назива радијан. У међународном систему мера радијан је изведена јединица. Иако је бездимензиона, ознака постоји и пише се rad.
- Степен је мера угла код кога је пун круг 360 степени, а следствено томе опружени угао је 180 степени, а прав угао је 90 степени. Ознака за степен је мали кружић надписан код величине, рецимо за пун круг 360°. За прецизнија мерења се користи део степена, назива се минут и он износи 1/60 од степена. Ознака за минут је апостроф знак, рецимо за 1 степен је 60'. Постоји још мања мера, секунда. Секунда је 1/60 од минута, односно 1/3600 од степена. Ознака за секунду је двоструки апостроф, односно 1 минут је 60".

#### Однос између основних јединица мере угла
{\displaystyle 2\pi \,{\mbox{rad}}=360^{o}}, пун круг је два пи радијана или 360 степени
{\displaystyle \pi \,{\mbox{rad}}=180^{o}}, пи радијана је 180 степени (често се rad изоставља када је пи у изразу)
{\displaystyle {\frac {\pi }{2}}{\mbox{rad}}=90^{o}}, пи пола радијана је 90 степени
{\displaystyle 1\,{\mbox{rad}}={\frac {180^{o}}{\pi }}\approx 57^{o}17'45''\,}, један радијан је 180 кроз пи степени, или приближно 57 степени, 17 минута и 45 секунди

## Еуклидове дефиниције
У Еуклидовим Елементима књига I је дато неколико дефиниција:
Дефиниција 8Угао у равни је отклон једне линије ка другој у равни које се секу и не леже у линији.
Дефиниција 9Када су линије које чине угао праве и угао је праволинијски.
Дефиниција 10Када права линија сече праву линију чинећи једнаке суседне углове, сваки од углова је прав угао, а линија која сече другу се зове нормална на ону коју сече.
Дефиниција 11Туп угао је угао већи од правог угла.
Дефиниција 12Оштар угао је угао мањи од правог угла.